# Удд'яур
Удд'яур  (швед. Uddjaur,   також Uddjaure )  — озеро на півночі Швеції, у  Лапландії.  Площа — 252 км².   Розташоване на висоті 420,1 м над рівнем моря. Через озеро проходить річка Шеллефтеельвен, що впадає у Ботнічну затоку Балтійського моря.  